# Dickson, Tennessee
Dickson är en stad i Dickson County i Tennessee. Orten har fått namn efter politikern William Dickson. Vid 2020 års folkräkning hade Dickson 16 058 invånare.

## Kända personer från Dickson
- Frank G. Clement, politiker